# Trzemeszno
Trzemeszno (deutsch: Tremessen) ist eine Stadt im Powiat Gnieźnieński (Gnesener Kreis) der polnischen Woiwodschaft Großpolen. Sie ist Sitz der gleichnamigen Stadt- und Landgemeinde mit 14.222 Einwohnern (Stand 31. Dezember 2020).

## Geographische Lage
Die Stadt liegt in der historischen Region Posen, etwa 14 Kilometer ostnordöstlich der Stadt Gnesen und westlich des Popielewoer Sees.

## Geschichte

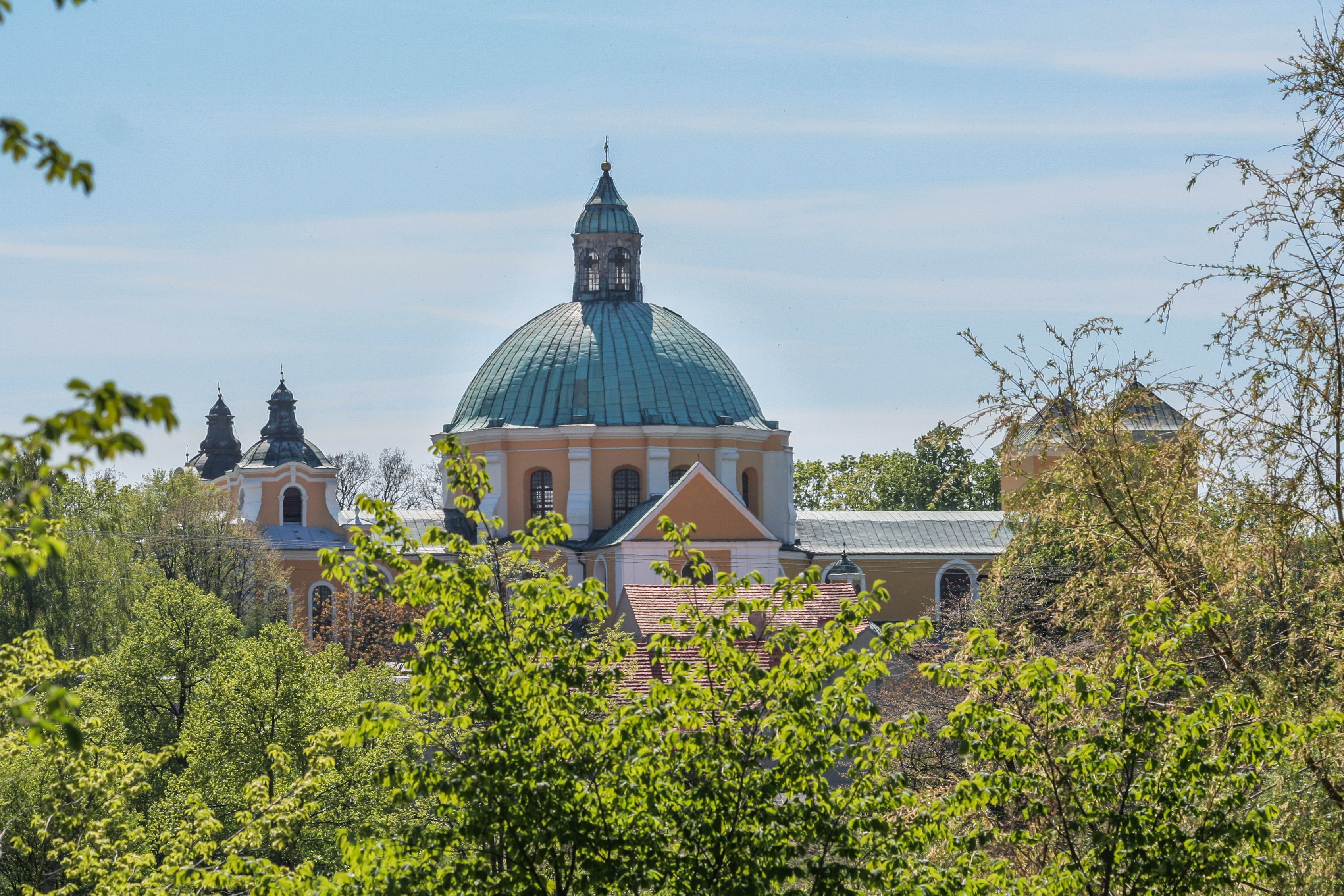
Basilika Mariä Himmelfahrt

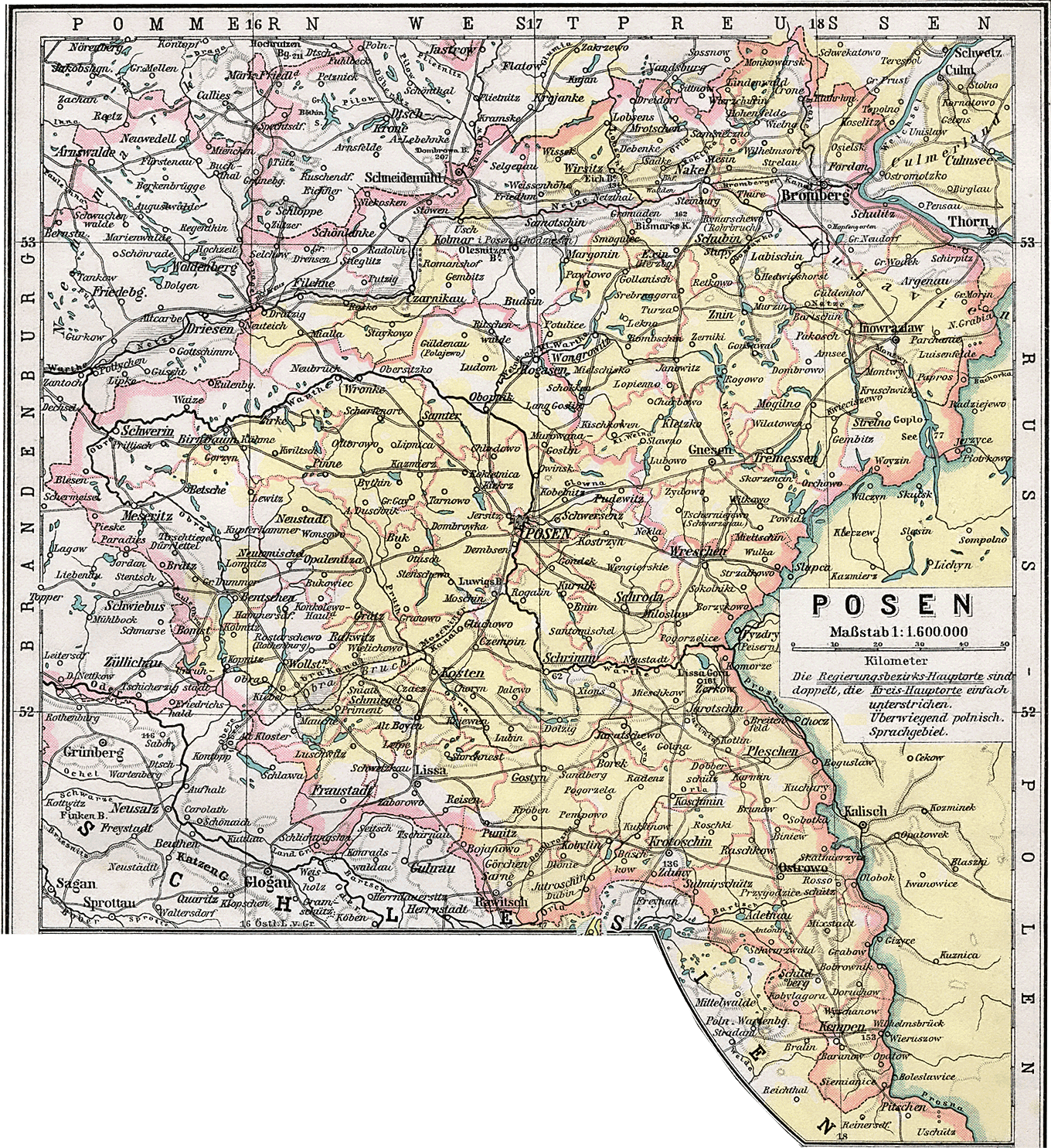
Tremessen, ostnordöstlich von Posen und ostnordöstlich der Stadt Gnesen, auf einer Landkarte von 1905 (gelb markierte Flächen kennzeichnen Gebiete mit seinerzeit mehrheitlich polnischsprachiger Bevölkerung).

In der Frühzeit der Christianisierung wurde hier ein Kloster gestiftet, das erstmals 1145 urkundlich erwähnt wurde. Neben dem Kloster entstand ein Dorf, aus dem sich vor 1458 zu einem unbekannten Zeitpunkt die Stadt entwickelte.
Während des Polnischen Aufstands im Großherzogtum Posen 1848 entglitt Tremessen anfangs vollständig der Kontrolle durch die preußische Verwaltungsbehörde, und es herrschte weitgehend Anarchie. Am 12. April 1848 töteten polnische Insurgenten vier wehrlose jüdische Kaufleute und misshandelten andere Stadtbewohner oder warfen sie ins Gefängnis.
Am Anfang des 20. Jahrhunderts hatte Tremessen eine evangelische und zwei katholische Kirchen, eine Synagoge, ein Progymnasium, eine Höhere Mädchenschule, ein Augustiner-Chorherrenstift, Getreidehandel, Pferde- und Viehmärkte, Malz-, Speiseöl-, Sirup- und Stärkefabrikation, eine Molkerei, eine Brauerei, eine Zementwarenfabrik und Holzsägewerke.
Bis 1919 gehörte Tremessen zum Kreis Mogilno im Regierungsbezirk Bromberg der preußischen Provinz Posen im Deutschen Reich.
Nach dem Ersten Weltkrieg musste die Stadt aufgrund der Bestimmungen des Versailler Vertrags am 10. Januar 1920 an Polen abgetreten werden. Nach dem Überfall auf Polen 1939 wurde das entnommene Territorium völkerrechtswidrig in das Reichsgebiet eingefügt. Nach Ende des Zweiten Weltkriegs wurde das Gebiet mit der Stadt
von der Sowjetunion der Volksrepublik Polen zur Verwaltung überlassen.

## Demographie
| Jahr | Einwohner | Anmerkungen |
| ---- | --------- | --- |
| 1803 | 1333      | [ 3 ] |
| 1816 | 1520      | 31 Evangelische, 1379 Katholiken und 110 Juden |
| 1821 | 1695      | in 228 Häusern |
| 1826 | 2020      | in 241 Privatwohnhäusern |
| 1837 | 2167      | [ 1 ] |
| 1843 | 3182      | [ 1 ] |
| 1858 | 2462      | [ 1 ] |
| 1861 | 3964      | [ 1 ] |
| 1875 | 4300      | [ 5 ] |
| 1880 | 4439      | [ 5 ] |
| 1905 | 5195      | meist Katholiken, davon 723 Evangelische und 130 Juden |
| 1910 | 5601      | am 1. Dezember, davon 1077 Einwohner mit deutscher Muttersprache (761 Evangelische, 181 Katholiken, 21 sonstige Christen, 114 Juden) und 4477 mit polnischer Muttersprache (sechs Evangelische, 4471 Katholiken) |

## Gemeinde
Zur Stadt- und Landgemeinde Trzemeszno gehören die Stadt selbst und 21 Dörfer mit Schulzenämtern und weitere Ortschaften.

## Persönlichkeiten
- Jan Kiliński (1760–1819), polnischer Offizier und Kommandeur während des Kościuszko-Aufstandes
- Jędrzej Moraczewski (1870–1944), Politiker, erster polnischer Ministerpräsident 1918/19
- Adolf Maier (1871–1963), Jurist und preußischer Politiker
- Stanisław Kozierowski (1874–1949), polnischer Priester und Historiker
- Edmund Nowicki (1900–1971), Bischof von Danzig
- Bernhard Brilling (1906–1987), Rabbiner und Historiker